# Грефесмюлен
Грефесмюлен (нім. Grevesmühlen) — місто в Німеччині, розташоване в землі Мекленбург-Передня Померанія. Входить до складу району Північно-Західний Мекленбург.
Площа — 52,32 км2. Населення становить 10 439 ос. (станом на 31 грудня 2020).